# Panker
Panker est une commune d’Allemagne de l’arrondissement de Plön dans le Schleswig-Holstein. Elle est composée des villages de Darry, Gadendorf, Matzwitz, Sajendorf, Todendorf et du domaine de Panker.

## Histoire
Panker est nommée Pankuren dans les premières mentions écrites de 1433, nom d’origine slave. Les terres de Panker, avec le château de Panker, étaient le fief de la puissante famille de Rantzau (de), avant d'être achetées en 1739 par Frédéric Ier de Suède, né prince de Hesse-Cassel, pour ses enfants illégitimes titrés comte de Hessenstein. Le château est toujours en possession de la famille de Hesse.

## Personnalités liées à la ville
- Frédéric-Charles de Hesse-Cassel (1868-1940), landgrave né à Panker.